# Platonismo
O platonismo é uma corrente filosófica baseada no pensamento de Platão. Indica a filosofia de Platão e da sua escola, isto é, os filósofos que viveram entre o século IV a.C. e a primeira metade do século I a.C., a qual afirma a existência de objetos abstratos, que se assevera existirem em um terceiro reino distinto tanto do mundo externo sensível quanto do mundo interno da consciência, e é o oposto do nominalismo. Os filósofos que afirmam a existência de objetos abstratos são às vezes chamados de platonistas; aqueles que negam sua existência são às vezes chamados nominalistas. Os termos "platonismo" e "nominalismo" estabeleceram sentidos na história da filosofia, onde denotam posições que têm pouco a ver com a noção moderna de um objeto abstrato. Os platonistas não aceitam necessariamente nenhuma das doutrinas de Platão.
Em um sentido mais restrito, o termo pode indicar a doutrina do realismo platônico. O conceito central do platonismo, uma distinção essencial para a Teoria das Formas, é a distinção entre a realidade que é perceptível mas ininteligível, e a realidade que é imperceptível mas inteligível. As formas são tipicamente descritas em diálogos como o Fédon, o Simpósio e a República como arquétipos transcendentes perfeitos dos quais os objetos do mundo cotidiano são cópias imperfeitas.
Na República, a forma mais elevada é identificada como a Forma do Bem, a fonte de todas as outras formas, que poderiam ser conhecidas pela razão. No Sofista, um trabalho posterior, as formas ser, o mesmo e a diferença estão listadas entre os "Grandes Tipos" primordiais.

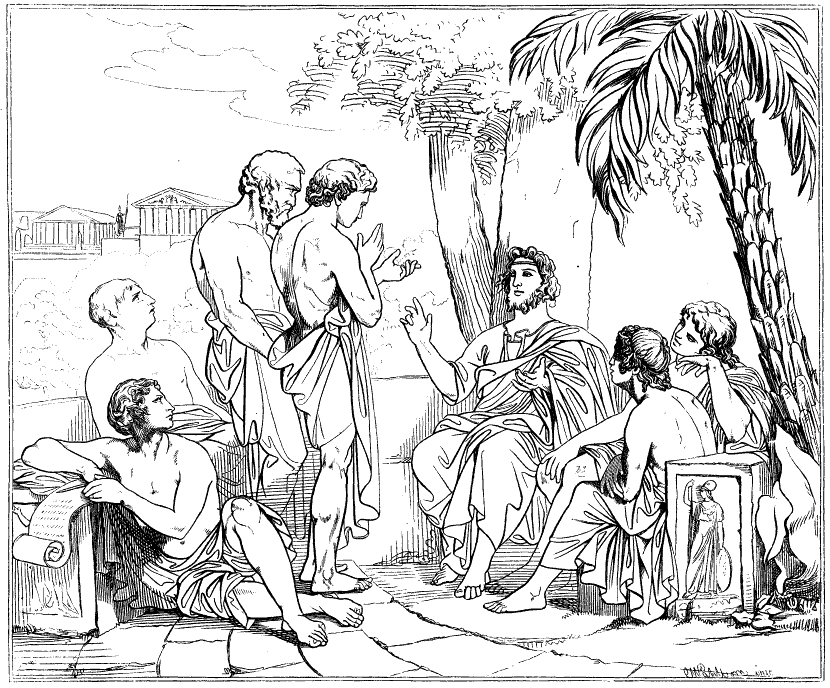
Disputa

Pesquisadores da chamada Escola Tübingen e de Milão alegam que o corpo textual de Platão contém fragmentos de doutrinas não escritas que eram lecionadas oralmente na sua Academia, o que é evidenciado por relatos contemporâneos inclusive de Aristóteles e por uma palestra pública tardia em que Platão foi pressionado a explicar a Ideia do Bem aos atenienses.
Cerca de um século depois da morte de Platão, em 348 a.C., a escola enveredou para o ceticismo sob a direção de Arcesilau (século III a.C.), que se tornou um princípio central da escola até 90 a.C., quando Antíoco acrescentou elementos estóicos, rejeitou o ceticismo e iniciou um período conhecido como platonismo médio.
No século III d.C., Plotino acrescentou elementos místicos, estabelecendo o neoplatonismo, no qual o ápice da existência era o Uno ou o Bem, a fonte de todas as coisas; em virtude e meditação, a alma teria o poder de se elevar para alcançar a união com o Uno. O filósofo Algis Uždavinys critica o fato da criação do novo termo "neoplatonismo" separatório por acadêmicos no início da Idade Contemporânea, quando as evidências mostram continuidade do pensamento platônico; o próprio pensamento de Platão é evidenciado de forma acadêmica como derivado da cosmologia egípcia em inscrições antigas, passando aos pré-socráticos e pitagóricos em particular.
O platonismo teve um efeito profundo no pensamento ocidental, e muitas noções platônicas foram adotadas pela igreja cristã, que entendia as formas de Platão como pensamentos de Deus, enquanto o neoplatonismo se tornou uma grande influência no misticismo cristão no ocidente através de Santo Agostinho, doutor da Igreja Católica. Os escritos cristãos foram fortemente influenciados pelas Enéadas de Plotino e, por sua vez, foram fundações para todo o pensamento cristão ocidental. Platão também determinou os rumos da filosofia árabe e judaica.
Algumas ideias de Platão são aplicadas por várias áreas científicas, incluso a neurociência. Curiosamente, em sua doutrina de formas geométricas para os quatro elementos, ele acertou quando diz que a terra se divide em cubos.

## A Academia de Platão

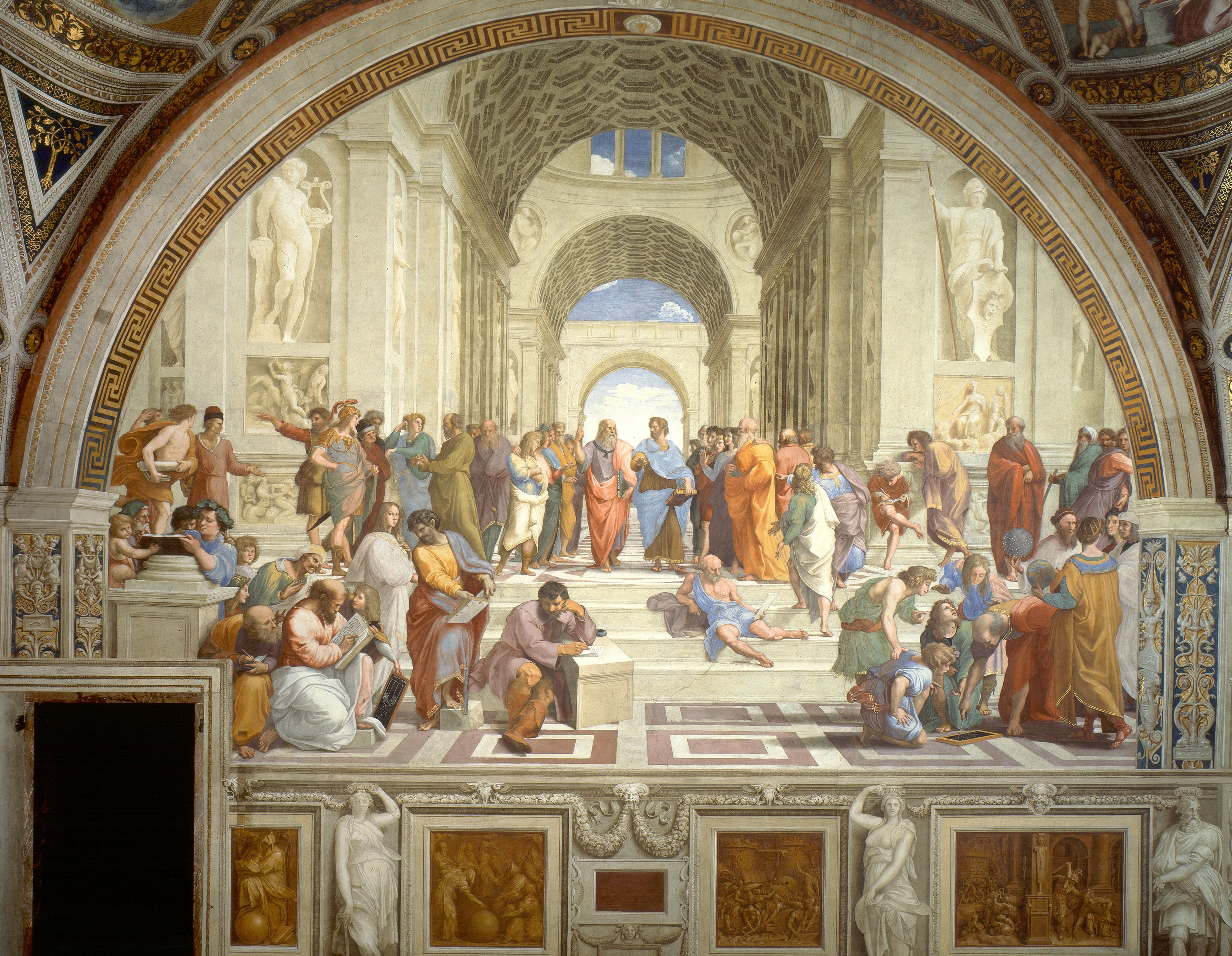
A Escola de Atenas por Rafael Sanzio (1509–1510), afresco no Palácio Apostólico, Vaticano

A academia platônica assemelhava-se a uma congregação religiosa, consagrada a Apolo e às musas. Platão afirmava a existência de uma verdade suprema: as ideias das formas ideais, eternas, imutáveis e incorruptíveis, das quais se origina o mundo sensível, tal como o percebemos, e que é sujeito ao devir, à corrupção e à morte.
A academia foi fundada por Platão em 387 a.C.. Seu nome é alusivo ao herói de guerra (Academo), que havia doado aos atenienses um terreno, nos arredores de Atenas, onde se construiu um jardim aberto ao público.
De uma maneira geral, os elementos centrais do pensamento platônico são:
- A doutrina das ideias, onde os objetos do conhecimento se distinguem das coisas naturais;
- A superioridade da sabedoria sobre o saber, uma espécie de objetivo político para a filosofia;
- A Dialética, enquanto procedimento científico.

## Períodos
O platonismo é geralmente dividido em três períodos:
- Platonismo antigo propriamente dito;
- Médio platonismo,[nota 1] que remonta aos séculos I-II d.C.;
- Neoplatonismo, desenvolvido no final da Antiguidade no período helenístico: mais que um período do platonismo, é considerado por muitos como uma verdadeira corrente filosófica propriamente dita.

Esta subdivisão foi operada por estudiosos dos tempos recentes.
Todos, médio ou neoplatônicos, embora ampliando e modificando o significado originário da filosofia de Platão, pretendiam estar em linha de continuidade com a doutrina do mestre. Consideravam-se sobretudo como simples exegetas, mais do que inovadores.
Assim como todos os pensadores que, ao longo dos séculos, filiaram-se ao pensamento platônico (Plotino, Agostinho de Hipona, Ficino), os neoplatônicos eram convencidos de que a verdade fosse algo que se descobria e não se inventava. Portanto o modo mais autêntico de fazer filosofia consistiria na reflexão sobre as verdades eternas, imutáveis e universais das Ideias - primeiramente descobertas por Platão.

Pode-se dizer, portanto, que o platonismo foi sempre entendido pelos platônicos como uma única corrente filosófica, que sempre permaneceu fiel a si mesma, ora como forma de interpretação e reelaboração do pensamento de Platão.